# 의주 학살 사건
의주 학살 사건(義州虐殺事件) 은 3·1 운동 때 일본 군인이 의주의 시위 군중을 학살한 사건이다. 1919년 3월 29일 일본 군인은 의주군 고령삭면 (古寧朔面) 영산시장 (永山市場)에서 독립만세를 부르는 군중을 습격하여, 그 중 6명을 학살한 사건이다.
이때 친척들은 시체를 운반하여 헌병 주재소에 옮겨, 통곡하면서 독립이 이루어지기 전에는 매장하지 않겠다고 항의하자, 다시 충돌이 생겨 수많은 사람이 사상 당하였다.